# 韓妃 (明太祖)
韩妃（？—？），高丽人，明朝初期妃嫔，明太祖朱元璋妃，名字不详，封号不详。

## 生平
韩氏因姿色娇美，受明太祖宠爱，被封为妃。洪武十年二月十五（1377年3月24日）韩氏生第十五皇子辽简王朱植。洪武十三年（1380年），韩氏生下一个女儿含山公主。洪武二十六年（1393年）五月廿七日朱植就藩辽东都司广宁卫。後移国湖广承宣布政使司荆州府。